# Lijst van voetbalinterlands Albanië - Schotland
Deze lijst van voetbalinterlands is een overzicht van alle officiële voetbalwedstrijden tussen de nationale teams van Albanië en Schotland. De landen speelden tot op heden twee keer tegen elkaar. De eerste ontmoeting, een groepswedstrijd tijdens de UEFA Nations League 2018/19, werd gespeeld in Glasgow op 10 september 2018. Het laatste duel, de returnwedstrijd in dezelfde competitie, vond plaats op 17 november 2018 in Shkodër.

## Wedstrijden
| № | Plaats  | Datum             | Competitie                  | Wedstrijd           | Uitslag |
| - | ------- | ----------------- | --------------------------- | ------------------- | ------- |
| 1 | Glasgow | 10 september 2018 | UEFA Nations League 2018/19 | Schotland – Albanië | 2 – 0   |
| 2 | Shkodër | 17 november 2018  | UEFA Nations League 2018/19 | Albanië – Schotland | 0 – 4   |

## Samenvatting
| Competitie          | Totaal gespeeld | Winst Albanië | Gelijk | Winst Schotland | Doelsaldo Albanië – Schotland |
| ------------------- | --------------- | ------------- | ------ | --------------- | ----------------------------- |
| UEFA Nations League | 2               | 0             | 0      | 2               | 0 − 6                         |
| Totaal              | 2               | 0             | 0      | 2               | 0 − 6                         |

Wedstrijden bepaald door strafschoppen worden, in lijn met de FIFA, als een gelijkspel gerekend.